# Janina Karasiówna

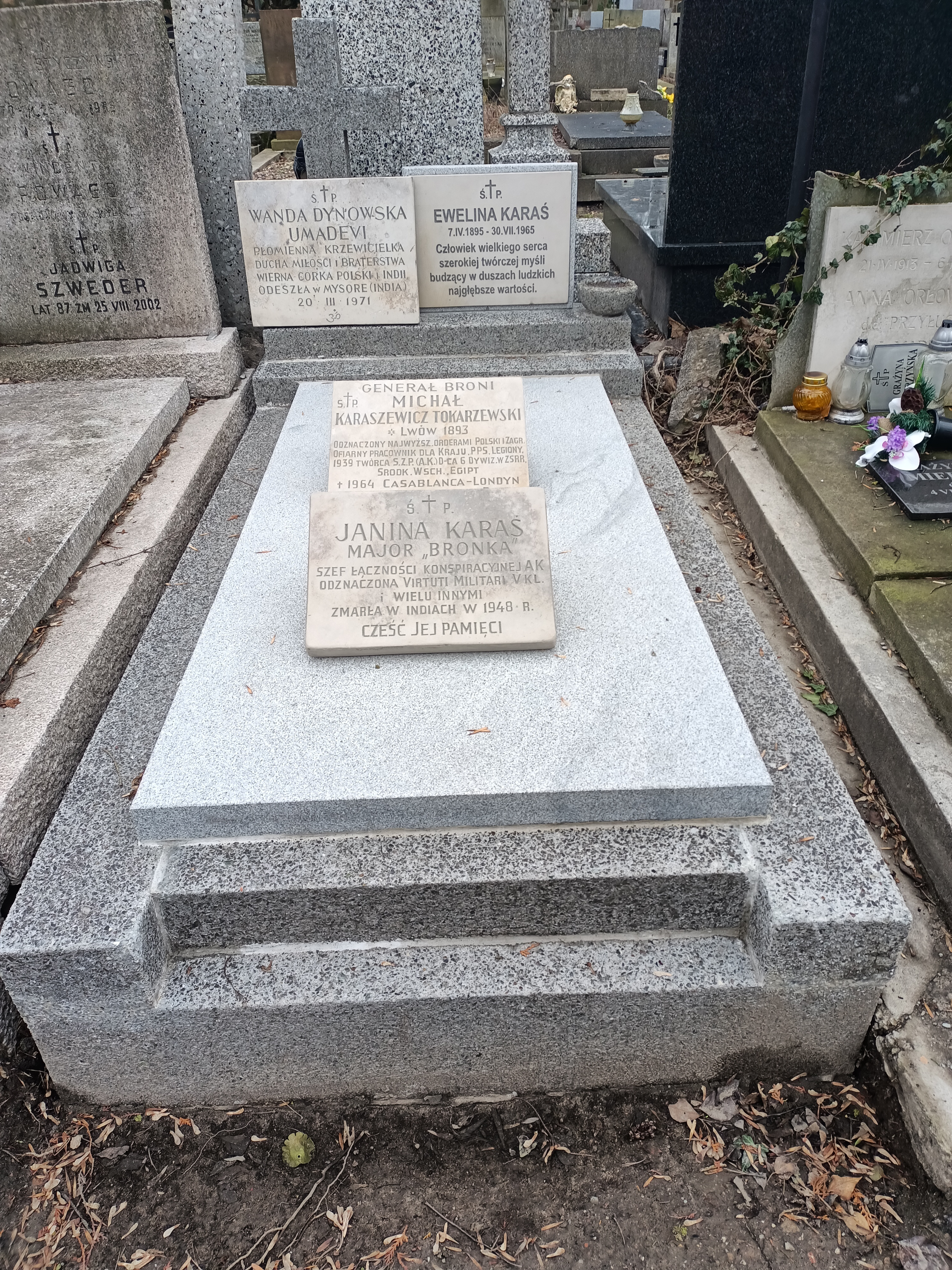
Nagrobek Janiny Karaś na Cmentarzu Powązkowskim

Janina Irena Karasiówna ps. „Jadwiga”, „Berg”, „Bronka”, „Haka”, „HK”, „Henryk Kościesza”, „Ość”, „Rybczyńska” (ur. 3 maja 1903 w Niżnym Nowogrodzie, zm. 25 października 1948 w Adyarze) – major Armii Krajowej, współzałożycielka Służby Zwycięstwu Polski.

## Życiorys
Urodziła się 3 maja 1903 w Niżnym Nowogrodzie w rodzinnym majątku. Córka Klemensa (inżyniera) i matki Bronisławy Brzozowskiej. Początkowo uczęszczała do szkoły żeńskiej Polskiego Komitetu Pomocy Ofiarom Wojny w Moskwie. Do kraju przyjechała w 1918 i zamieszkała w Wilnie. Kontynuowała naukę w Gimnazjum im. Elizy Orzeszkowej, a po jego ukończeniu otrzymała świadectwo dojrzałości w czerwcu 1922. Studiowała od stycznia 1923 na Wydziale Humanistycznym Uniwersytetu Stefana Batorego w Wilnie. Później przeprowadziła się do Warszawy, gdzie kontynuowała od października 1925 studia na Wydziale Lekarskim UW, studiując jednocześnie w Studium Pracy Społeczno-Oświatowej Wolnej Wszechnicy Polskiej, w którym zaliczyła do 1927 następne dwa lata. Kontynuowała studia od listopada 1931 na Wydziale Pedagogicznym WWP.
Była również zatrudniona, jako referentka Instytutu Oświaty Dorosłych przy Ministerstwie Wyznań Religijnych i Oświecenia Publicznego. Była również instruktorką PCK. Była związana od czasów studenckich z Polskim Towarzystwem Teozoficznym i czynnie działała w powstałej w Warszawie w 1924 z inicjatywy teozofów loży Międzynarodowego Mieszanego Zakonu Wolnomularskiego „Le Droit Humain”. Kiedy utworzono w 1934 polską federację rytu „Le Droit Humain” weszła do składu jego władz. Od 27 września 1939 była w konspiracji i już wówczas należała do pierwszej kilkunastoosobowej grupy współzałożycieli Służby Zwycięstwu Polski.
Zorganizowała w początkowym okresie zawiązki służby kancelaryjnej i łączności, a od połowy października kierowała całością łączności konspiracyjnej w Dowództwie Głównym SZP. Występowała wówczas pod pseudonimem „Bronka”. Od stycznia 1940, po utworzeniu Związku Walki Zbrojnej przez kilka miesięcy zastępczyni mjr. Leona Chendyńskiego. Uczestniczyła pod ps. „Rybczyńska” jako przedstawiciel gen. Stefana Roweckiego w konferencji belgradzkiej (29 maja – 2 czerwca 1940). Objęła krótko przed wyjazdem do Belgradu funkcję szefa Oddziału V-K KG ZWZ-AK i pełniła ją aż do zakończenia powstania warszawskiego. Dział łączności konspiracyjnej, którym kierowała podlegał płk. Józefowi Kazimierzowi Plucie-Czachowskiemu. W latach 1941–1943 używała ps. „Jadwiga Berg”, a następnie „Haka”, „HK”, „Henryk Kościesza”. Była uczestniczką powstania warszawskiego. Mianowana majorem rozkazem L.876/BP z 23 września 1944. Przebywała w niewoli niemieckiej po kapitulacji oddziałów powstańczych, gdzie w Oflagu Molsdorf pełniła funkcję zastępczyni komendantki mjr Wandy Gertz. Pozostała po zakończeniu wojny na emigracji w Londynie. Od grudnia 1945 była członkinią Komitetu Organizacyjnego Koła AK, a kiedy w marcu 1947 został utworzony została członkinią RN Koła AK. W tym samym roku była również współzałożycielką Studium Polski Podziemnej w Londynie.
Wyjechała w lipcu 1948 do Indii na zaproszenie teozofów i utonęła 25 października 1948 przy ujściu rzeki Adyar do Oceanu Indyjskiego koło Madrasu. Jej symboliczny grób znajduje się na cmentarzu Powązkowskim (kwatera 155b-4-13).

## Awanse
- major – 23 września 1944

## Ordery i odznaczenia
- Krzyż Srebrny Orderu Virtuti Militari – 28 września 1944 nr 11493[8]
- Krzyż Walecznych